# Nombre d'Archimède
Le nombre d'Archimède (à ne pas confondre avec la constante d'Archimède, π), est un nombre sans dimension utilisé en mécanique des fluides pour caractériser le mouvement d'un corps dans un fluide, dû à leur différence de densité. Il s'agit du rapport entre les forces gravitationnelles, les forces d'inertie et les forces visqueuses.
Ce nombre porte le nom d'Archimède, mathématicien et ingénieur grec.
On le définit de la manière suivante :
{\displaystyle Ar={\frac {g\,{L_{c}}^{3}\rho _{\ell }\left(\rho -\rho _{\ell }\right)}{\eta ^{2}}}=Ga^{2}},
où :
- {\displaystyle g} est l'accélération de la pesanteur (m s−2) ;
- {\displaystyle L_{c}} est une longueur caractéristique, telle que {\displaystyle {L_{c}}^{3}=V}, le volume du corps (m3) ;
- {\displaystyle \rho } est la masse volumique du corps (kg m−3) ;
- {\displaystyle \rho _{\ell }} est celle du fluide (kg m−3) ;
- {\displaystyle \eta } est la viscosité dynamique du fluide (Pa s) ;
- {\displaystyle Ga} est le nombre de Galilée.

Il est égal au carré du nombre de Galilée, plus couramment utilisé dans certaines disciplines, notamment le génie des procédés (où on rencontre toutefois les deux).